# Namalycastis hawaiiensis
Namalycastis hawaiiensis är en ringmaskart som först beskrevs av Johnson 1903.  Namalycastis hawaiiensis ingår i släktet Namalycastis och familjen Nereididae. Inga underarter finns listade i Catalogue of Life.